# Жилинці (Хмельницький район)
Жи́линці — село в Ярмолинецькій селищній громаді Хмельницького району Хмельницької області. Населення становить 357 осіб.

## Походження назви села
Жилинці село давнє. В основу назви села увійшов відомий термін початку XVII ст. що означає житло – «жило або жила»,розташоване в долині невеличкої річки Вовчок. В одному з переказів оповідається, що в давнину мешканці села жили на правому березі річки, а своє поселення називали Баранівкою. Проте, рятуючись від епідемії чуми, вони переселилися (зі місцевим діалектом «жили»), на вкритий лісом лівий берег річки. Натомість нове поселення отримало назву «Жилинці».

## Населення

### Мова
Розподіл населення за рідною мовою за даними перепису 2001 року:
| Мова       | Відсоток |
| ---------- | -------- |
| українська | 98,04%   |
| російська  | 1,66%    |
| інші       | 0,30%    |

## Топоніми сільської місцевості
Ставки: «Байдовий став» – знаходиться в центрі села. З розповіді старожилів назва пішла від вислову «бити байди». Хто не працював, той і сидів біля ставка.
«Біля хреста» або цвинтарний – знаходиться біля кладовища і знаку «Хрести», де в колись мала будуватися церква.
«Комсомольський» – площа його складає 13,2 га. Раніше він не мав назви, а говорили «біля млина». Назву «Комсомольський» дали на 50-річчя утворення ВЛКСМ.
Вулиці:
«Баранівка» – правий берег річки, горбиста місцевість. За підтвердженням старожилів ця назва була первинною назвою нашого села.
«Гнила долина» – горбиста місцевість, перетинається болотистою низовиною, звідси і пішла місцева назва.
«Козацька могила» – в 1665 році наш край напала тринадцяти тисячна татарська орда. Народ піднявся на боротьбу і саме на території нашого села (між Правдівкою і Жилинцями) знаходиться козацька могила.
«Мельникова» вулиця – на території села було два водяних млина. Один знаходився за селом, а вулицю яка вела до нього і зараз зветься Мельниковою.
«Церковна» – вулиця, що веде до церкви, яка розміщена із давніх-давень у кінці вулиці.
«Криничка Божої Матері». У давні часи біля лісу люди випасали худобу. Одного ранку пастух пішов до джерела. Коли він зігнувся над водою, побачив образ Божої Матері. Отож прикликав людей, щоб вони теж побачили диво. З того часу вода в джерелі вважалася цілющою.
«Зелена річка» – в селі називають річку Вовчок, бо вздовж неї ростуть різні кущі та верби.

## Символіка

### Герб
Щит перетятий лазуровим і зеленим. У першій частині золоте сонце з шістнадцятьма променями, в другій золотий колодязь на срібному мурованому фундаменті, з срібними дахом і ворітком. Сонце і колодязь супроводжуються по сторонам золотими колосками в стовп. Щит вписаний в золотий декоративний картуш і увінчаний золотою сільською короною. Унизу картуша напис "ЖИЛИНЦІ" і рік "1440".

### Прапор
Квадратне полотнище розділене горизонтально на дві рівновеликі частини, на верхній жовте сонце з шістнадцятьма променями, на нижній жовтий колодязь на білому мурованому фундаменті, з білим дахом і ворітком. По сторонам від сонця і колодязя два жовтих вертикальних колоски.

### Пояснення символіки
Криниця – символ криниці Божої Матері, що існує в селі.
На прапорі повторюються кольори і фігури герба.

## Історія
У травні 2023 року віряни релігійної громади церкви Святого Миколая у селі Жилинці на зборах одностайно підтримали перехід до Православної Церкви України. Вперше, в місцевій церкві пролунала молитва українською мовою. Для успішного розвитку держави і суспільства має бути своя незалежна церква, єдина мова, віра та міцна армія.

## Персоналії
- Францішек Ян Пуласький — польський історик, історик літератури, політик і дипломат.
- П'явчик Іван Павлович (нар.1913) — Герой Радянського Союзу.
- Балема Микола Опанасович — диригент, народний артист України.
- Балема Ростислав Миколайович (нар.1972) — український письменник, член НСПУ.
- Вовк Алла Юліанівна (позивний «Фортуна») — загинула під час російської інтервенції, похована у селі.[5][6]
- Кушнір Юрій Миколайович (1978—2018) — молодший сержант, радіотелеграфіст 1-ї штурмової роти 46-го БСП «Донбас-Україна» 54-ї ОМБр. Збройних сил України, загинув при виконанні обов'язків, під час війни на сході України у місті Мар'їнка.[7]

## Галерея

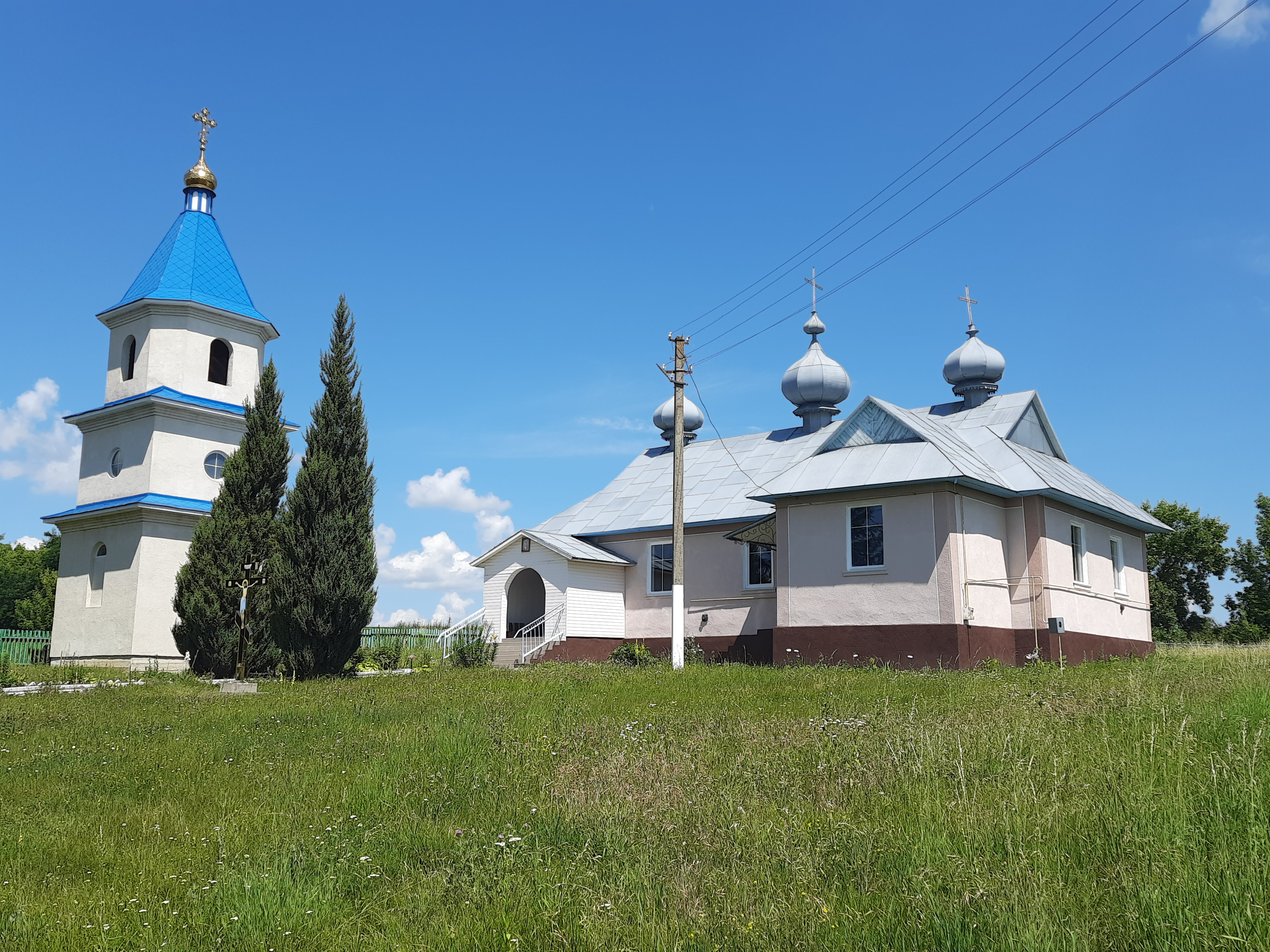
Миколаївська церква
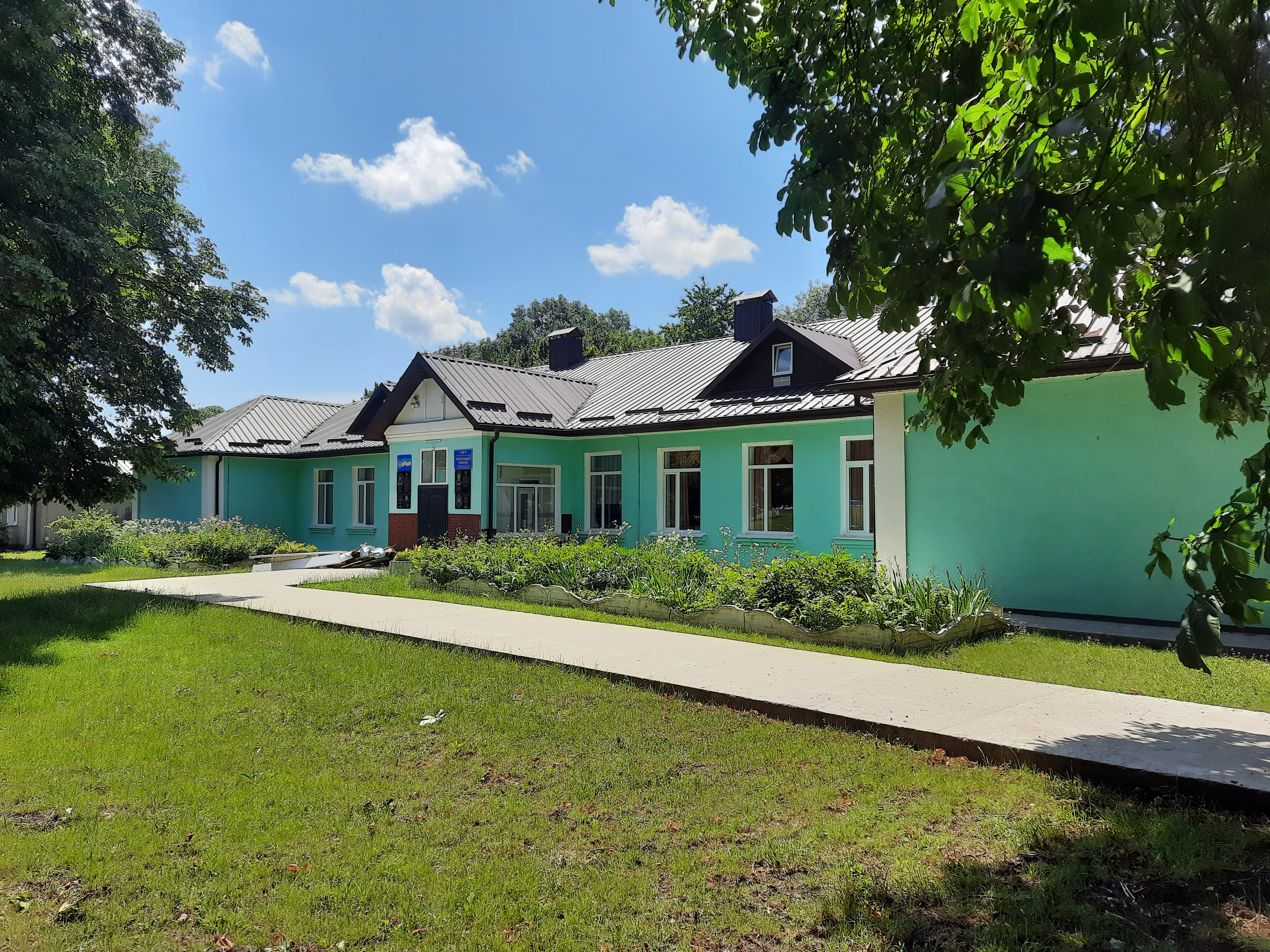
Школа
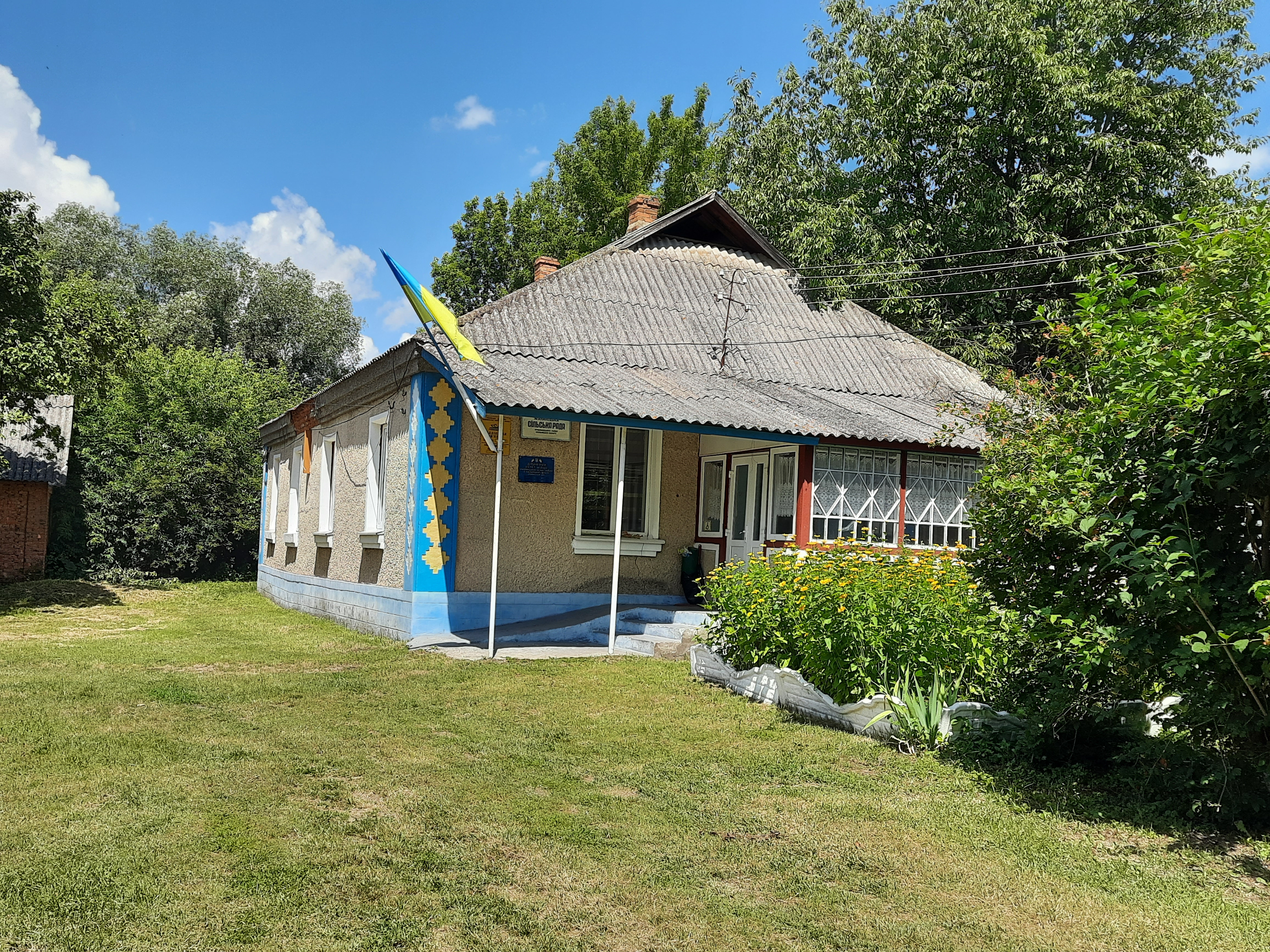
Старостат
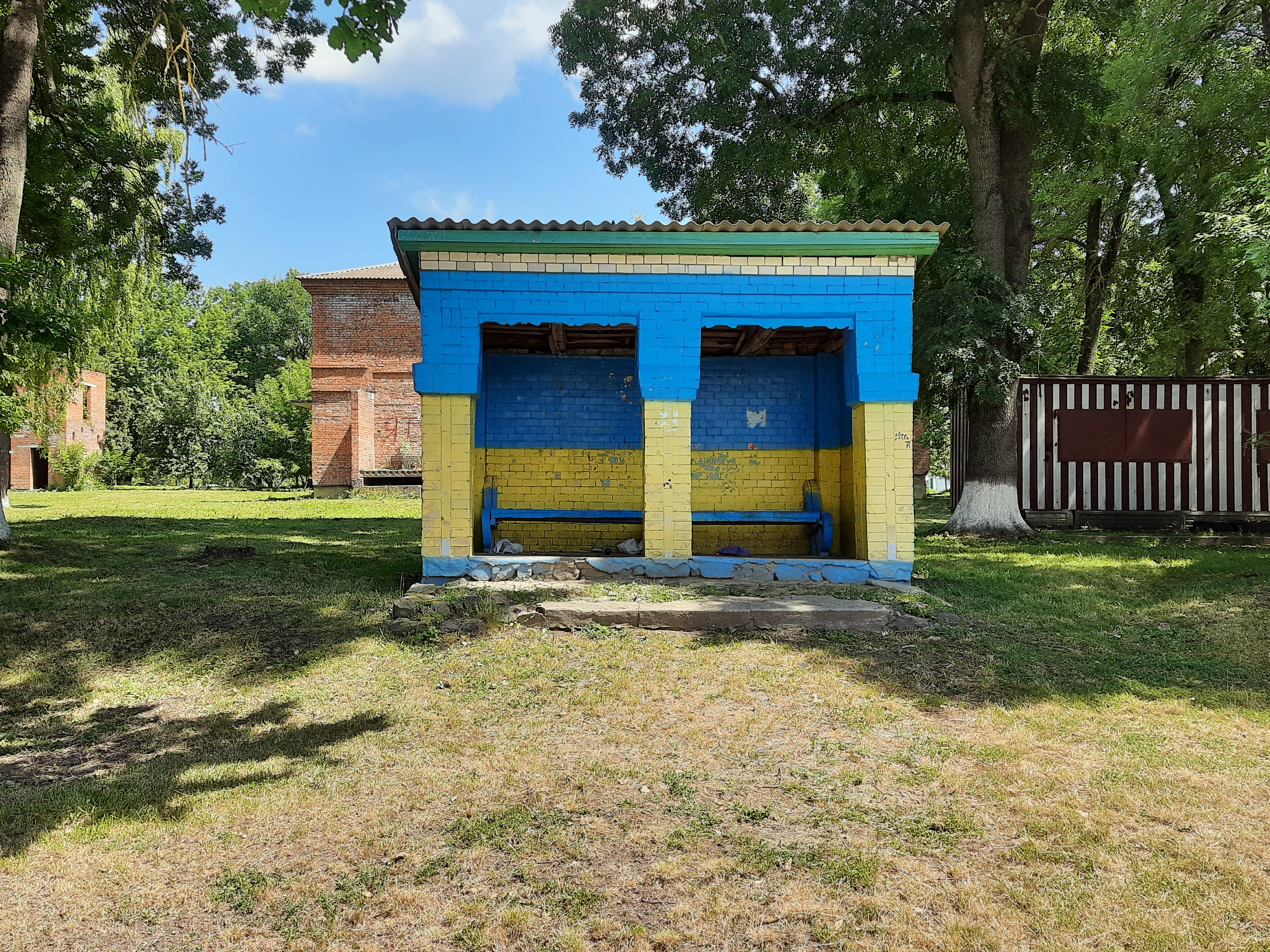
Автобусна зупинка
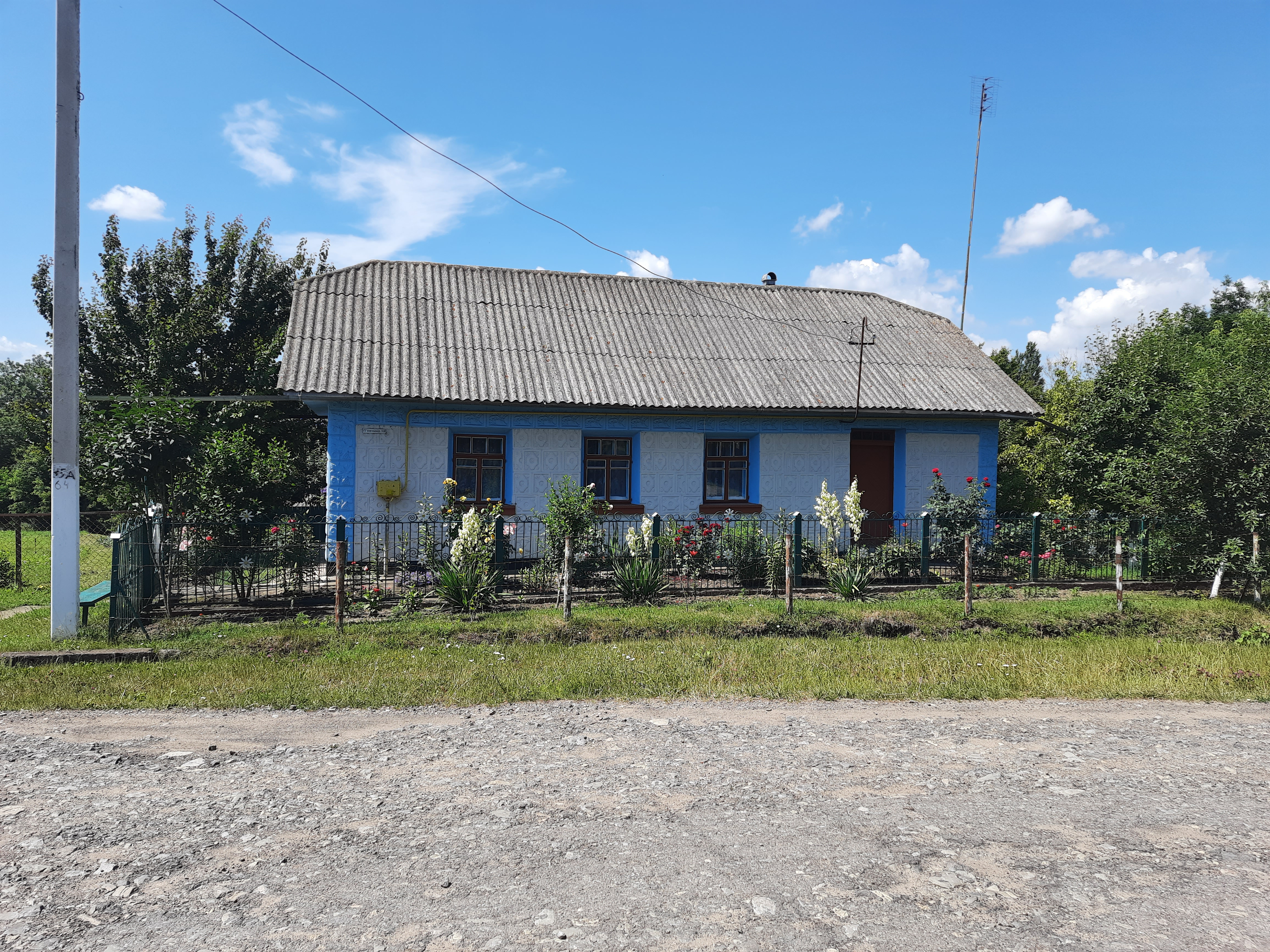
Сільська хата
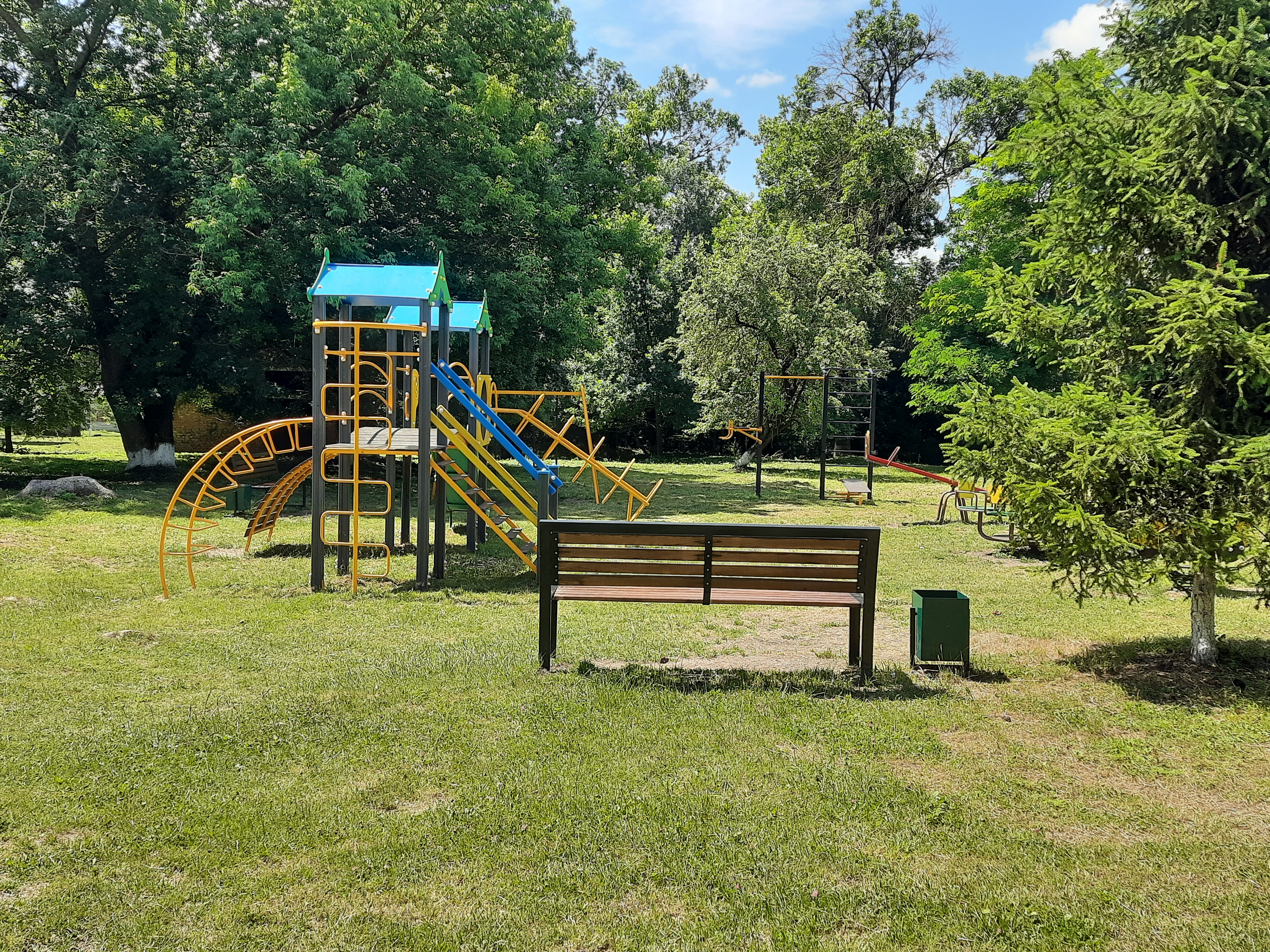
Дитячий майданчик
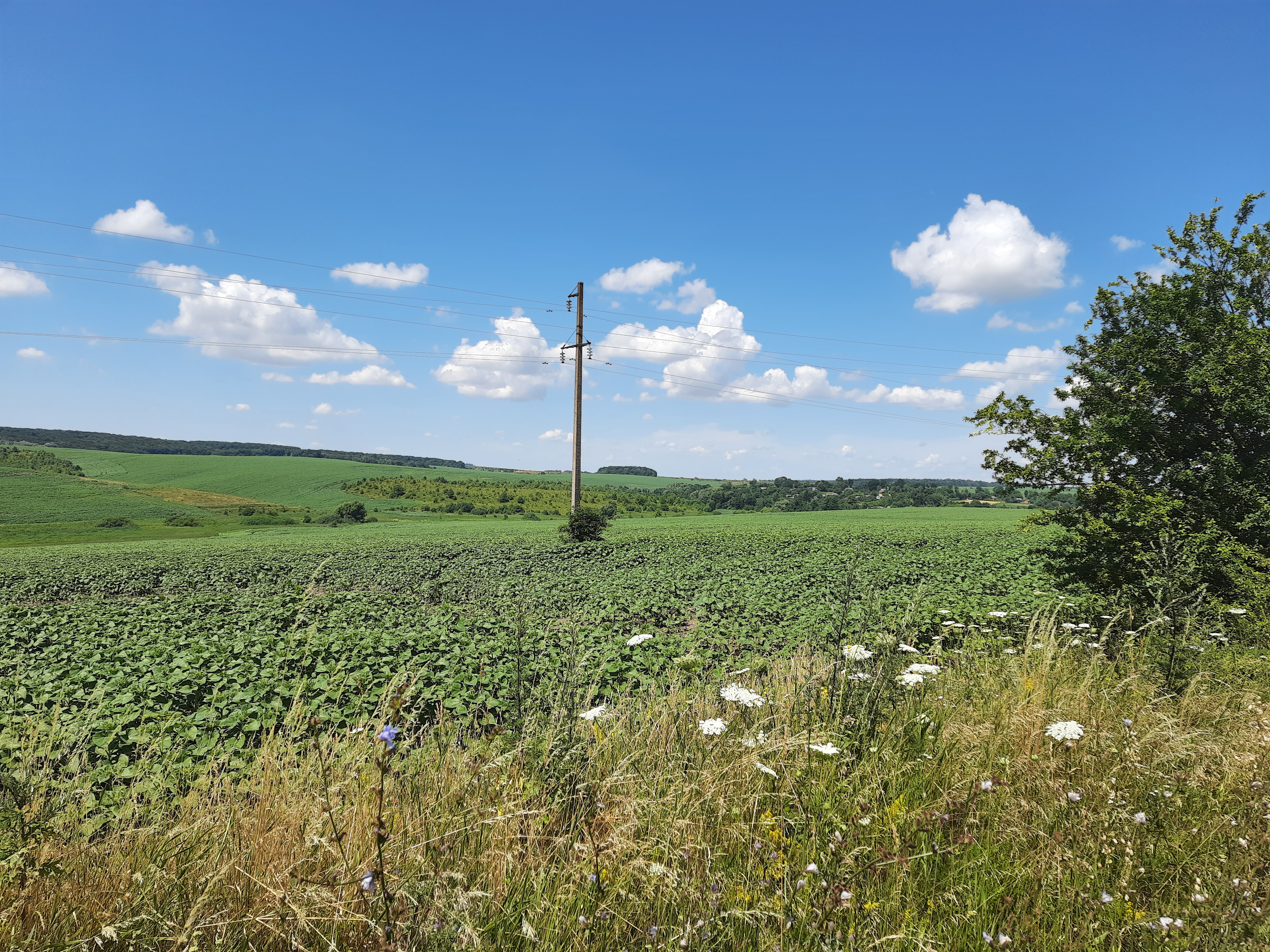
Околиця села
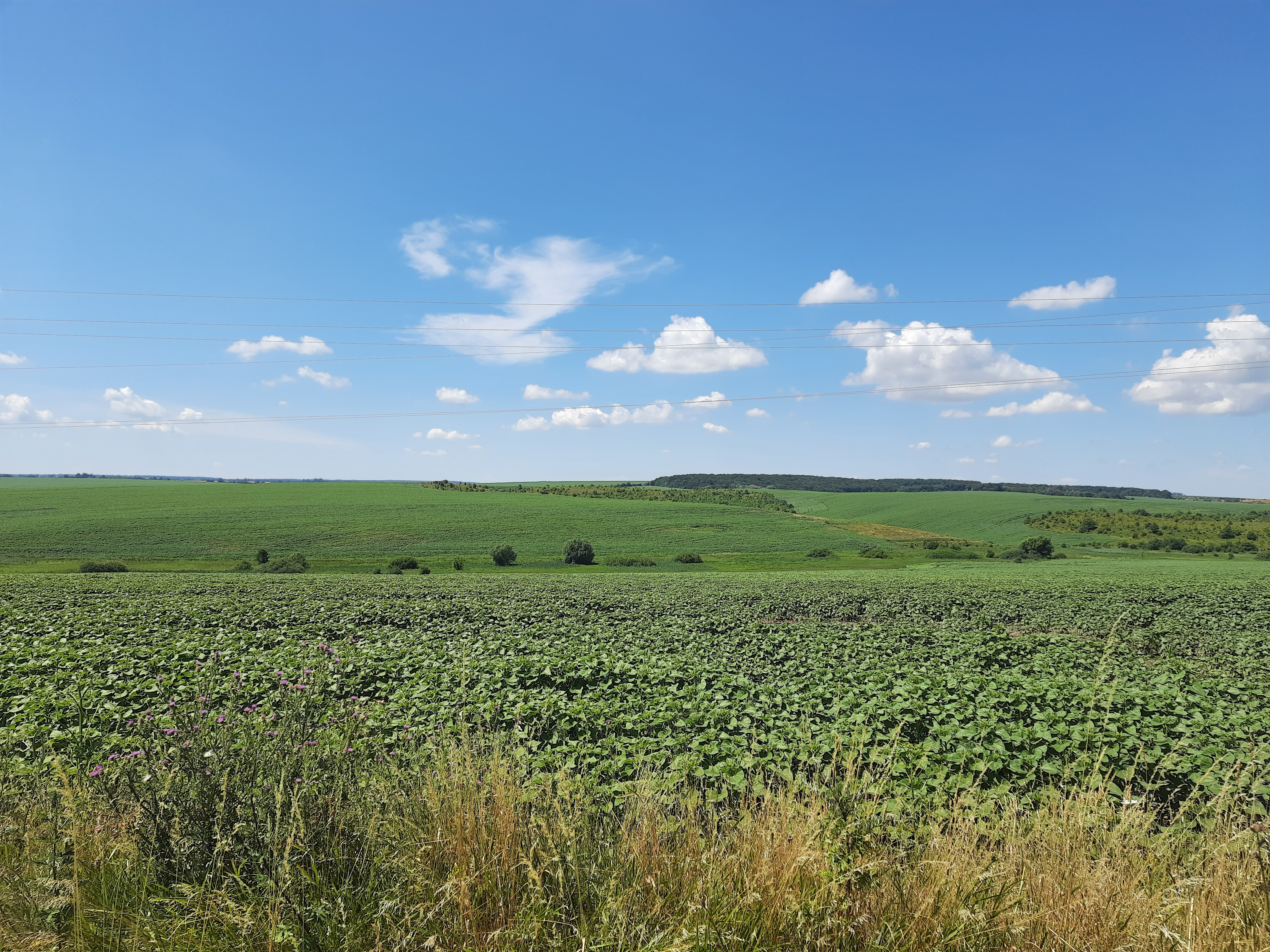
Краєвид біля села